# Ausreiseeinrichtung
Mit Ausreiseeinrichtung wird in Deutschland eine Sammelunterkunft bezeichnet, in der vollziehbar ausreisepflichtige Ausländer mit dem Ziel untergebracht werden, sie zur Ausreise aus dem Bundesgebiet zu bewegen. Im nicht-offiziellen Sprachgebrauch ist die Bezeichnung Ausreisezentrum verbreitet.

## Rechtliche Grundlage
Die rechtliche Grundlage für die Schaffung von Ausreiseeinrichtungen bildet das am 1. Januar 2005 in Kraft getretene Aufenthaltsgesetz. Gemäß § 61 Abs. 2 Satz 1 AufenthG können die Länder Ausreiseeinrichtungen für vollziehbar ausreisepflichtige Ausländer schaffen. 

## Kritik am Begriff
Das Wort Ausreisezentrum kam bei der Wahl zum Unwort des Jahres 2002 auf den zweiten Platz. In der Begründung der Jury hieß es:

„Dieses Wort soll offenbar Vorstellungen von freiwilliger Auswanderung oder gar Urlaubsreisen wecken. Es verdeckt damit auf zynische Weise einen Sachverhalt, der den Behörden wohl immer noch peinlich ist. Sonst hätte man eine ehrlichere Benennung gewählt.“

Belege dafür, dass das Wort eine amtliche Schöpfung ist, lassen sich jedoch nicht finden. Weder im Landesrecht der 1990er Jahre noch im ersten (für nichtig erklärten) Zuwanderungsgesetz von 2002, noch im zweiten Zuwanderungsgesetz aus dem Jahre 2004 wird das Wort verwendet. Es findet sich nahezu ausschließlich in den Beiträgen von Flüchtlings- und Menschenrechtsorganisationen im Rahmen der politischen Auseinandersetzung und in der journalistischen Berichterstattung. Offiziell erwähnt wurde das Wort lediglich einmal im Jahr 2012 auf der Internetseite des Landes Sachsen-Anhalt.